# Torre de Moncorvo (freguesia)
Torre de Moncorvo is een plaats (freguesia) in de Portugese gemeente Torre de Moncorvo en telt 3033 inwoners (2001).

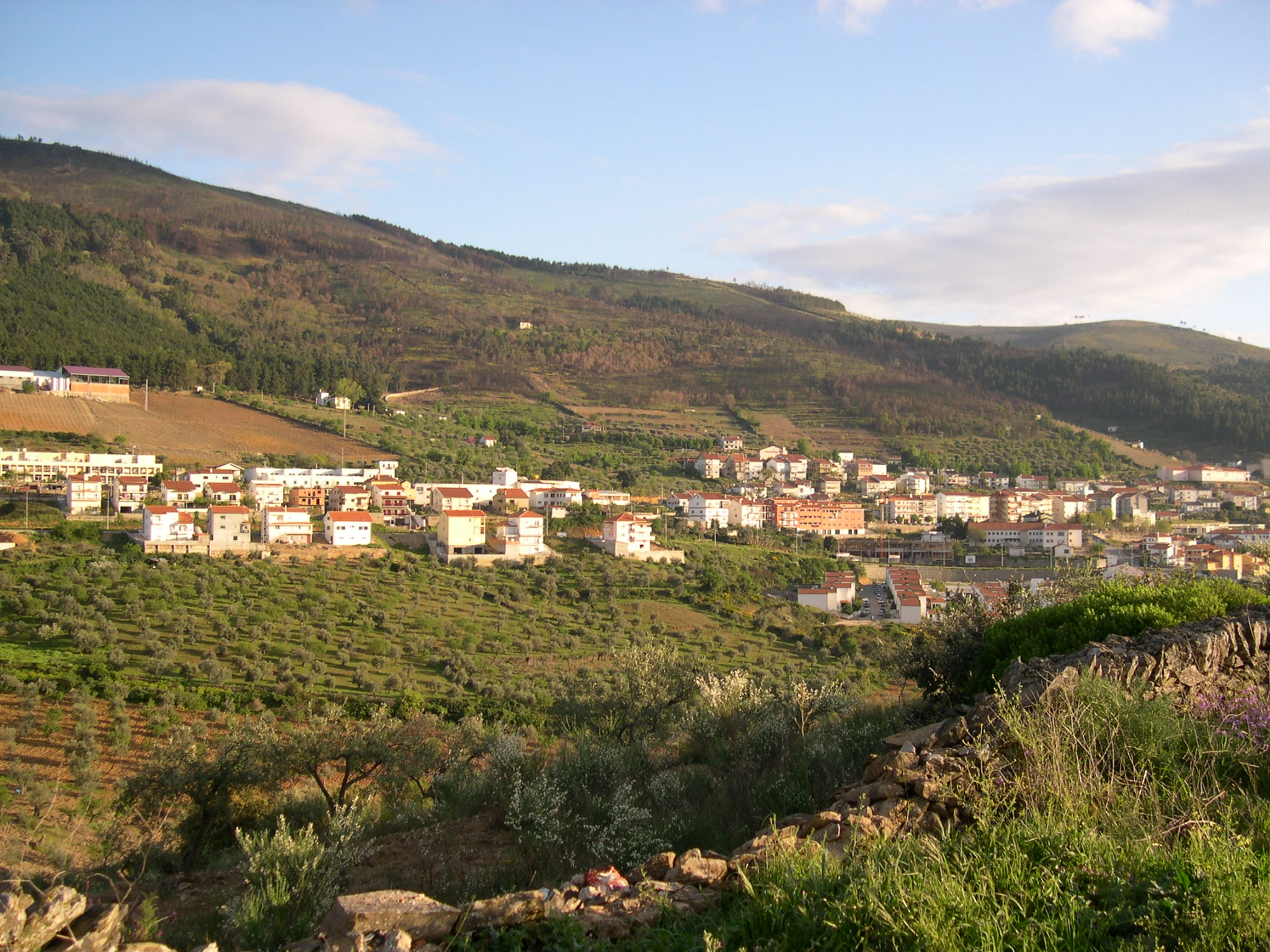
Torre de Moncorvo bij het vallen van de avond